# Dinera fera
Dinera fera är en tvåvingeart som först beskrevs av Robineau-desvoidy 1830.  Dinera fera ingår i släktet Dinera och familjen parasitflugor.
Artens utbredningsområde är Frankrike. Inga underarter finns listade i Catalogue of Life.